# Diclina (botánica)
En botánica, se denomina diclina a aquella planta en la cual el androceo y el gineceo se encuentran en flores distintas. Cuando las flores unisexuales se hallan en la misma planta la especie se dice diclino monoica (como por ejemplo, el maíz). Cuando las flores unisexuales se hallan en plantas distintas, la especie se denomina diclino dioica (como por ejemplo, el espárrago).